# ルーシー・リパード
ルーシー R. リパード （Lucy R. Lippard、1937年4月14日生まれ）は、アメリカのライター、芸術批評家、活動家、キュレーター。リパードはコンセプチュアル・アートでの「非物質化」を分析した初期の批評家の一人であり、フェミニズム・アートの初期の支持者。コンテンポラリー・アートに関する21冊の書籍の著者として文芸批評家や芸術団体から多くの賞と称賛を受ける。

## 初期の生涯と教育
ルーシー・リパードはニューヨーク市生まれ。1952年に名門女子校として知られるアボット・アカデミーに入学する前までは、ニューオーリンズとシャーロッツビルに住む。1958年にスミス大学で学士、1962年にニューヨーク大学で芸術史の修士を取得。大学卒業後の1958年からニューヨーク近代美術館の図書館で働き始める。火災後の図書館を再利用するだけでなく、リパードはキュレーターのための調査を「外注」された。彼女はMoMAでのページ作り、ファイリング、準備の研究をしている数年間を「コンセプチュアル・アートの情報面のアーカイブにとって良かった」とし、ウィリアム・リーバーマン、ビル・セイツ、ペーター・セイツのようなキュレーターたちと働いている。1966年、彼女はMoMAで2つの巡回展をキュレーションした。一つは「soft sculpture」と、もう一つは基本的な構造を持つ前のユダヤ博物館でキュレーションをしたキナストン・マクシーンとの仕事で知られる彫刻家マックス・エルンストと展覧会を行った。リパードは夜勤をしていたソル・ルウィットとMoMAで出会う。ジョン・ボタン、ダン・フレイヴィン、アル・ヘルド、ロバート・ライマンもこの時期に美術館にいた。

## 生涯と仕事
リパードは1966年以来、フェミニズム、芸術、政治、そして場所に関する20冊の本（小説を含む）を出版し、文芸批評家や芸術団体から多くの賞と称賛を受けている。 彼女の影響力をもった本「Six Years: The Dematerialization of the Art Object （6年：アートオブジェクトの脱物質化）」に基づいた2012年の展覧会は「Six Years：Lucy R. Lippard and the Emergence of Conceptual Art（6年：ルーシー・リパードとコンセプチュアル・アートの出現）」と名付けられブルックリン美術館で開催された。コンセプチュアル・アートが出現する時代の議論を作り出せるリパードの学識、芸術制作と批評の時代における同時代性の理解は、彼女が重要な役にいることを示している 。アート制作が非物質化へと向かったという彼女のリサーチはコンテンポラリーアートの学識と研究論文の基礎を形作った。ルーシー・リパードは「Art Workers Coalition（アートワーカー連合）」または「AWC」という名で知られるアーティストたちのポピュリスト政治グループのメンバーである。彼女がAWCに参加し、アルゼンチンに行き（その旅はその時の多くのフェミニストの政治的モチベーションを盛り上げ）フォーマリストからフェミニストまで、彼女の批評の焦点の変更に影響を与えた。
「株式会社Printed Matter, Inc（ニューヨーク市の中心にあるアーティストの本を置くアート・ブックストア）」、フェミニストの政治団体「Heresies Collective（異端の集まり）」、「Political Art Documentation/Distribution(PAD/D)（政治的なアートの考証と分配）」、「Artists Call Against U.S. （アーティストがアメリカを相手取って要求する）」、「Intervention in Central America（中央アメリカへの内部交渉）」、他のアーティストの組織などの共同設立者であり、また50以上の展覧会、パフォーマンス、コミックス、ゲリラシアター、いくつかのインディペンデントな出版物を編集した。最後に出版したのは、彼女の故郷のニューメキシコ州ガリステオの「La Puente de Galisteo（ガリステオ橋）」。彼女は美学に政治性を浸透させ、倫理的な活動に関心のないものを軽視している。

## 著作
- The Graphic Work of Philip Evergood, New York: Crown, 1966.
- Pop art, New York: Praeger, 1966.
宮川淳訳『ポップ・アート』紀伊國屋書店、1967年
- Surrealists on art. Englewood Cliffs, N.J.: Prentice-Hall, 1970.
- Changing: essays in art criticism, New York: Dutton, 1971.
- Six years: the dematerialization of the art object from 1966 to 1972; a cross-reference book of information on some esthetic boundaries, New York: Praeger, 1973.
- From the center: feminist essays on women's art, New York: Dutton, 1976.
- Eva Hesse, New York: New York University Press, 1976.
- Overlay: contemporary art and the art of prehistory, New York: Pantheon Books, 1983
- Get the message?: a decade of art for social change, New York: E.P. Dutton, 1984.
- A different war: Vietnam in art. Bellingham, Wash: Whatcom Museum of History and Art, 1990.
- Mixed blessings: new art in a multicultural America, New York: Pantheon Books, 1990.
- The Pink Glass Swan, New York: New Press, 1995.
- The Lure of the Local: Senses of Place in a Multicentered Society, New York: New Press, 1998.
- On the beaten track: tourism, art and place, New York: New Press, 1999.
- Weather Report. Boulder, C.O.: Boulder Museum of Contemporary Arts, 2007
- 4,492,040, Los Angeles: New Documents, 2012.
- Undermining: A Wild Ride Through Land Use, Politics, and Art in the Changing West, New York: The New Press, 2014.